# ひゃくはち
『ひゃくはち』は、早見和真による日本の小説。2008年6月28日に集英社から発売された。
今作を原作とした映画が2008年8月9日に公開された。
2009年には山本隆之（著）、早見和真（原著）によるコミカライズ版（全1巻）が発売された。

## 概要
部員の退部や、寮生活のあるある、喫煙、合コンなど一般的な野球映画では描かれていないリアルが描かれている。
部員だけではなく、新米記者の相馬も絡み合って真の野球とは何なのかを見つめていく。
県外内から集まって来た野球留学生に囲まれ実力の差を感じるなか主人公たちがどう生きていくのか葛藤が描かれる。

## あらすじ
神奈川県の強豪京浜高校野球部の補欠部員に重点を当てた物語。
夏の決勝で惜しくも負けてしまった京浜野球部。夏が終わってしまったということは新チームの開始を意味する。応援席で応援していた補欠部員、ノブとまさとのベンチ入りをかけた争いが始まった。

## 映画
2008年8月9日公開。主演は斎藤嘉樹及び中村蒼。監督・脚本は森義隆、プロデュースは永井拓郎。　
甲子園常連の名門校である京浜高校の補欠部員・雅人とノブが高校最後の夏、ベンチ入りを目指し奮闘する姿を描く青春映画。タイトルは硬式球の縫い目の数と人間の煩悩の数をあらわしている。

### 受賞
- 第30回ヨコハマ映画祭
  - 新人監督賞
  - 審査員特別賞
- 映画館大賞「映画館スタッフが選ぶ、2008年に最もスクリーンで輝いた映画」第59位
- 新藤兼人賞2008 銀賞（新人監督賞 森義隆）

### キャスト
- 青野雅人：斎藤嘉樹
- 小林伸広（ノブ）：中村蒼
- 相馬佐和子：市川由衣
- 佐々木純平：高良健吾
- 星野健太郎：北条隆博
- コーチ：桐谷健太
- 女子大生・アキ：三津谷葉子
- 島千渚：有末麻祐子
- 青野香奈（雅人の妹）:飯島夏美
- 横浜スカウト・木場：小松政夫
- 香川遼太郎：二階堂智
- 雅人の母:芳本美代子
- 雅人の父：光石研
- サンダー監督：竹内力
- 立花：山田健太
- 桜井：平田貴之
- 内田修二：阿部亮平
- 岡西里奈
- RED RICE（湘南乃風） - 特別出演
- VERBAL（m-flo） - 特別出演

### 主なロケ地
- 横浜スタジアム
- 県立相模原球場